# Nizozemsko na Zimních olympijských hrách 2006
Nizozemsko na Zimních olympijských hrách 2006 reprezentovalo 33 sportovců (16 mužů a 17 žen) v 4 sportech.

## Medailisté
| Medaile | Jméno                                                                 | Sport          | Disciplína                  |
| ------- | --------------------------------------------------------------------- | -------------- | --------------------------- |
| Zlato   | Ireen Wüstová                                                         | Rychlobruslení | Ženy 3 000 m                |
| Zlato   | Marianne Timmerová                                                    | Rychlobruslení | Ženy 1 000 m                |
| Zlato   | Bob de Jong                                                           | Rychlobruslení | Muži 10 000 m               |
| Stříbro | Sven Kramer                                                           | Rychlobruslení | Muži 5 000 m                |
| Stříbro | Renate Groenewoldová                                                  | Rychlobruslení | Ženy 3 000 m                |
| Bronz   | Sven Kramer Rintje Ritsma Mark Tuitert Carl Verheijen Erben Wennemars | Rychlobruslení | Družstvo mužů stíhací závod |
| Bronz   | Erben Wennemars                                                       | Rychlobruslení | Muži 1 000 m                |
| Bronz   | Ireen Wüstová                                                         | Rychlobruslení | Ženy 1 500 m                |
| Bronz   | Carl Verheijen                                                        | Rychlobruslení | Muži 10 000 m               |